# دیوید پالاس
دیوید پالاس (انگلیسی: David Pallas؛ زادهٔ ۱ ژوئیهٔ ۱۹۸۰) بازیکن فوتبال اهل سوئیس است.
از باشگاه‌هایی که در آن بازی کرده‌است می‌توان به باشگاه فوتبال تون، باشگاه فوتبال زوریخ، و باشگاه فوتبال بوخوم اشاره کرد.